# Liste des présidents actuels des régions lettonnes
 (août 2023).
Cette page dresse la liste des présidents des conseils de développement des 5 régions de programme de la Lettonie.

## Présidents des conseils de développement
| Région               | Nom                | Depuis (le) |
| -------------------- | ------------------ | ----------- |
| Courlande (Kurzeme)  | Indra Rassa        | ...         |
| Latgalie (Latgale)   | Gunars Upenieks    | ...         |
| Livonie (Vidzeme)    | Nikolajs Stepanovs | ...         |
| Riga                 | Edvins Bartkevics  | ...         |
| Sémigallie (Zemgale) | Aivars Okmanis     | ...         |